# Oostwolderpolder (Oldambt)
Oostwolderpolder is een polder en een voormalig waterschap direct ten noorden van Oostwold in de gemeente Oldambt in de Nederlandse provincie Groningen.

## Polder
De Oostwolderpolder werd in 1769 ingedijkt, in 1833 wist de Dollard de dijk nog een keer te breken, waarna de polder opnieuw werd ingedijkt.
In de polder ligt de voormalige buurtschap Lutje Loug, bestaande uit een aantal grote boerderijen langs de Polderweg en een aantal huisjes die bij elkaar staan vlak bij een sluisje in de Oude Geut. Lutje Loug, ook bekend als Oude Zijl, had van 1865 tot 1963 een eigen school. Deze was aanvankelijk gesticht door de Hervormde Kerk, maar werd in 1880 overgenomen door de gemeenten Midwolda en Nieuwolda. De leerlingen kwamen uit beide gemeenten. Ook rond 1800 bestond er al zo'n schooltje, speciaal voor de boerenkinderen uit de omgeving.
Van 1919 tot 1948 liep de tramlijn Winschoten - Delfzijl van OG door de Oostwolderpolder. Er waren drie haltes: 'Oostwolderpolder', 'Oude Zijl' (bij Lutje Loug) en 'Dwarsweg Nieuwolda'. De stoomtram voor reizigers werd in de jaren dertig door de bus vervangen zodat er alleen nog goederentrams reden, maar keerde in de Tweede Wereldoorlog terug. In 1948 werd de tramlijn opgevolgd door een buslijn van de GADO. De bus reed in 1976 voor het laatst door de Oostwolderpolder.
In 2019 werd het 250-jarig bestaan van de Oostwolderpolder uitgebreid gevierd.

## Waterschap
In 1863 werd het waterschap Oostwolderpolder opgericht, om de afwatering te optimaliseren.
Het water stroomde onder normale omstandigheden af via de keersluis in de Oude Geut. Bij overlast werd het gemaal ingeschakeld (en oorspronkelijk ook een molen). Het water kwam via de Finsterwolderpolder terecht in het Afwateringskanaal van de Vereeniging, die via de sluis (later gemaal) bij Fiemel loosde op de Eems. Het kanaal en de sluis werden beheerd door een apart waterschap, De Vereeniging genaamd.
Daarnaast onderhield het waterschap vier wegen:
1. de Polderdwarsweg
2. de Polderhoofdweg (tegenwoordig de Polderweg)
3. de Langeweg
4. de Westbaan en de Kerkeweg

Waterstaatkundig gezien ligt het gebied sinds 2000 binnen dat van het waterschap Hunze en Aa's